# Kirche Zedtlitz

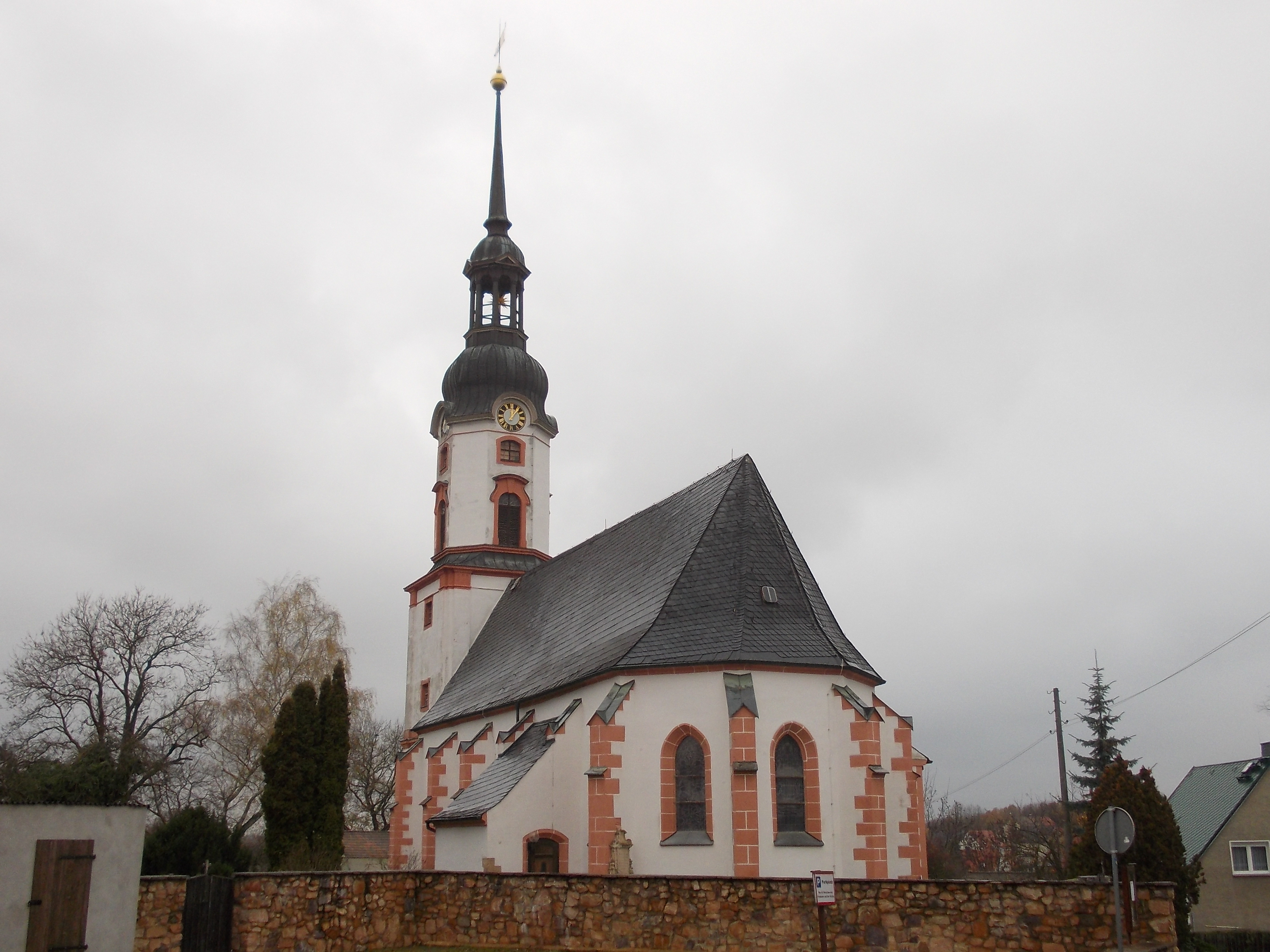
Kirche Zedtlitz

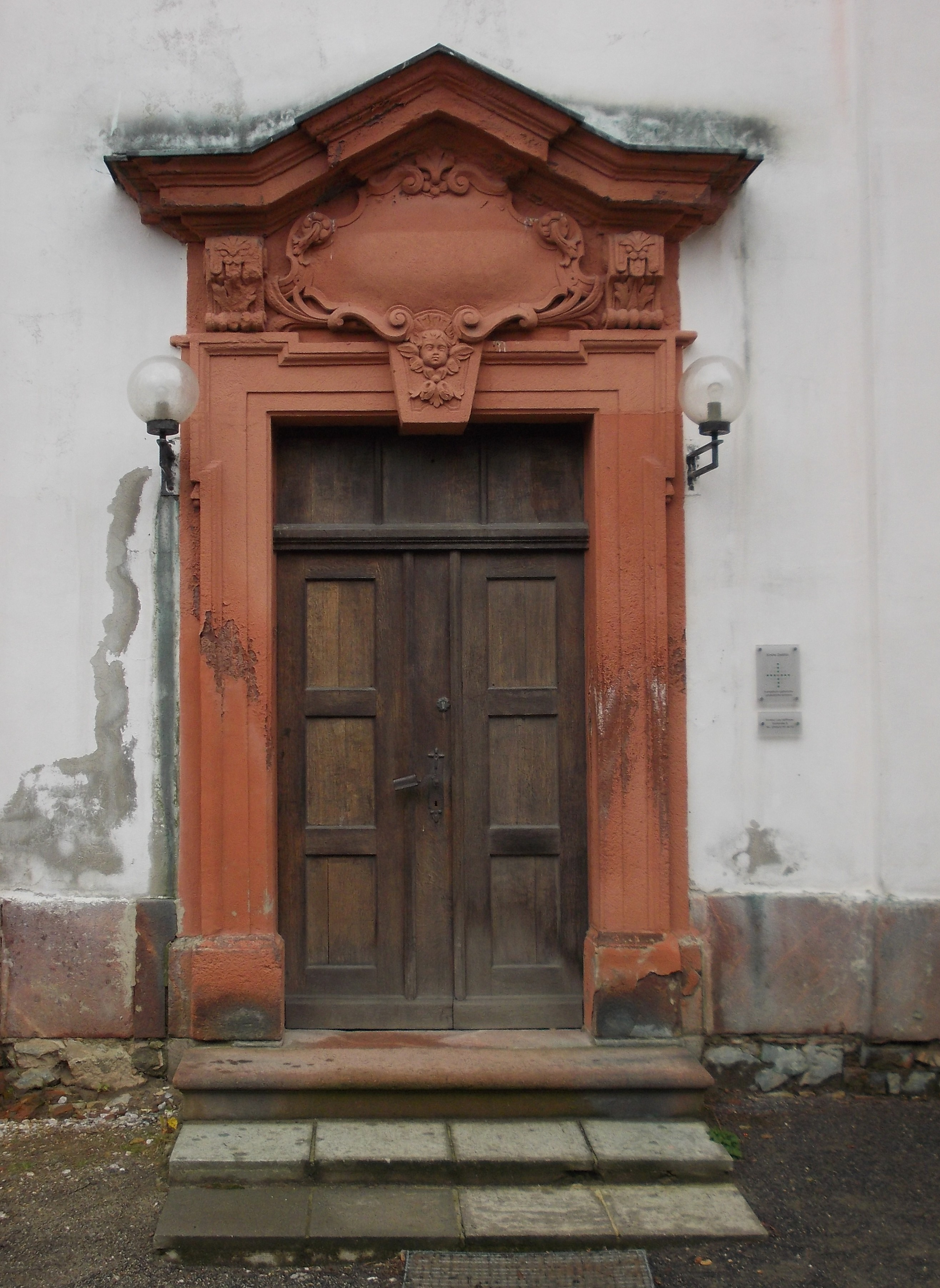
Portal

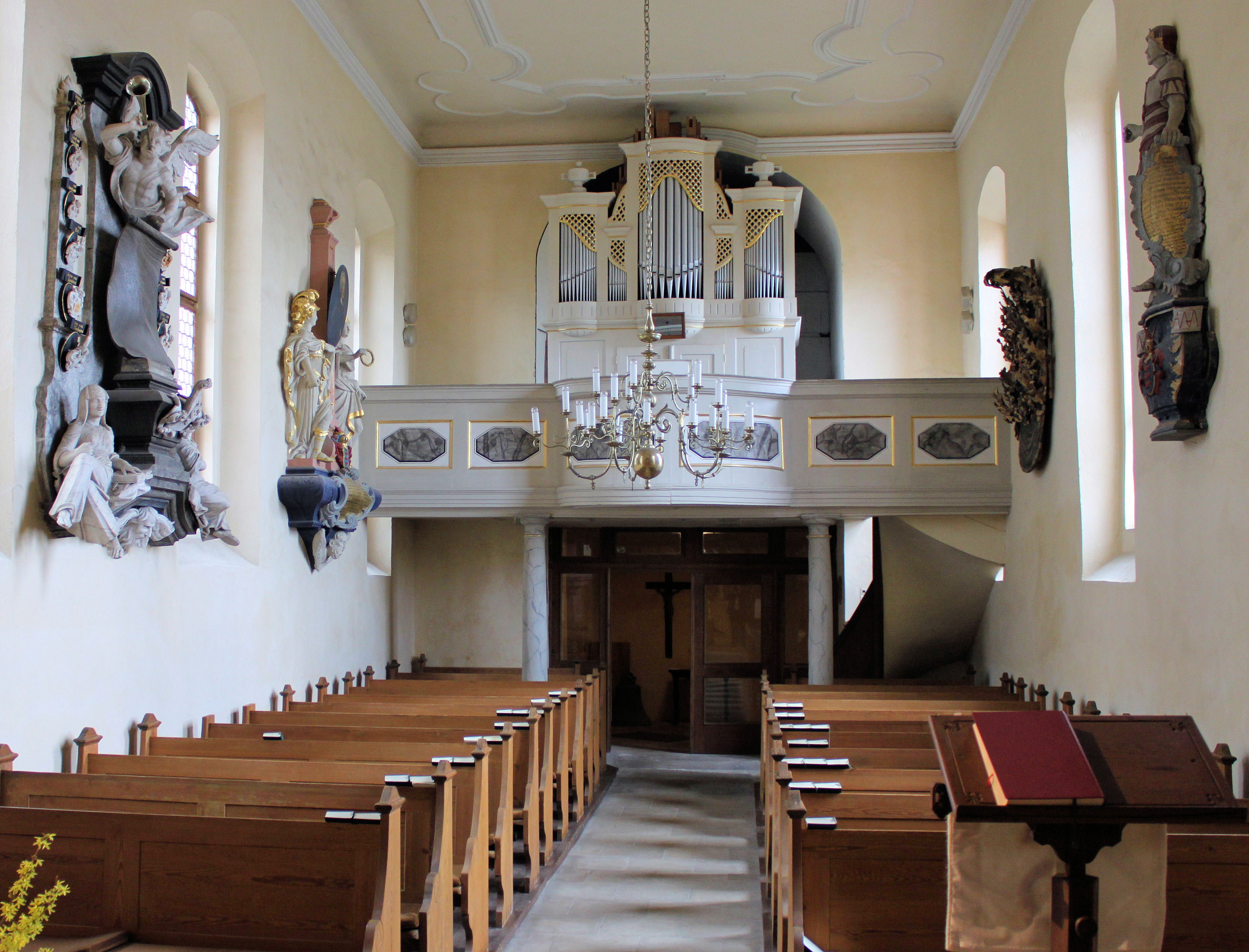
Innenansicht mit Orgel

Die evangelische Kirche Zedtlitz ist eine im Kern mittelalterliche Saalkirche im Ortsteil Zedtlitz von Borna im Landkreis Leipzig in Sachsen. Sie gehört zum Kirchspiel Kohrener Land im Kirchenbezirk Leipziger Land der Evangelisch-Lutherischen Landeskirche Sachsens. Die Kirche ist in der Regel nicht zu besichtigen.

## Geschichte und Architektur
Die im Kern vermutlich romanische Saalkirche hat als ältesten Teil die Sakristei im Süden mit archaischem Spitztonnengewölbe bewahrt. Von einem um 1480 begonnenen Neubau ist der Chor erhalten; der Saal und ein erster Turm wurden wohl erst in der Mitte des 16. Jahrhunderts (nach einem Inschrifttext mit der Losung V. D. M. I. E. 1557 innen am Turm) vollendet und anstelle einer geplanten Wölbung mit einer ornamental bemalten Balkendecke geschlossen, die hinter der heutigen Decke erhalten ist. Der Saal wurde um 1720 barockisiert und der Westturm im Jahr 1719 neu erbaut, welcher wie derjenige der Leipziger Johanniskirche möglicherweise auf einen Entwurf von George Werner zurückgeht. Restaurierungen wurden in den Jahren 1938 und 1990/91 vorgenommen.
Das Bauwerk ist ein Putzbau mit leicht eingezogenem, dreiseitig geschlossenem Chor und Strebepfeilern. Am Saal sind die ursprünglich überall vorhandenen spitzbogigen Fenster zu flachbogigen Abschlüssen verändert. Der Turm erhebt sich über quadratischem Grundriss mit schlanken oktogonalen Obergeschossen und schließt mit einer geschweiften Haube und offener Laterne. Die Turmportale sind an der Süd- und Nordseite (dort mit dem Wappen Bodo Wilhelms aus dem Winkel) sowie mit Pilastern und Lisenen versehen. Vom gleichzeitig erbauten Grabdenkmal an der Südseite des Turms für Freifrau Johanna Sophia von Gladebeck ist die Sockelverkröpfung an der Westseite erhalten. An der Chornordseite ist die Gruft und Patronatsloge mit dem Gladebeckschen Wappen am Portal (bezeichnet mit der Jahreszahl 1711) erhalten.
Im Innern ist der Raum mit Muldengewölbe und Stuckbandrahmung abgeschlossen, mit Chor mit einem weit herabgezogenen Springrautengewölbe (die Rankenbemalung stammt von 1938). Die Empore ist nur im Westen erhalten. Im Chor ist eine Patronatsloge aus der Zeit um 1720 und Glasmalereien von 1911 mit den Wappen der Zedtlitzer Patronatsherren angebracht, u. a. die der Grafenfamilie von Rex.

## Ausstattung
Auf dem Altar ist ein kleines, ursprünglich wohl aus einer Predella stammendes Abendmahlsrelief aus dem 17. Jahrhundert zu sehen. Die polygonale Porphyrtuff-Kanzel stammt aus der ersten Hälfte des 17. Jahrhunderts, die Taufe aus dem gleichen Material von 1592; sie ist achteckig mit gebuckelter Kuppa gebildet und wurde aus der heute devastierten Kirche Stöntzsch im Landkreis Leipzig hierher überführt.
Die Orgel ist ein Werk von Schlag & Söhne aus dem Jahr 1905 mit 15 Registern auf zwei Manualen und Pedal und einem frühklassizistischem Prospekt.
Im Chor sind Grabdenkmäler mit Wappen für Christoff von Neustadt († 1498) und Else von Bose († 1474); für W. von Draschwitz († 1608) mit stehender Figur des Verstorbenen in Rüstung zu sehen. Im Saal sind folgende beachtliche barocke Epitaphien zu finden:
- ein aufwändiges Wandepitaph aus grauem und weißem Marmor für ein Mitglied der Familie von Gladebeck mit weiblichen allegorischen Sitzfiguren aus der Zeit um 1710,
- für Bodo Wilhelm aus dem Winkel († 1742), ein Wandepitaph in Obeliskenform mit Brustbild des Verstorbenen sowie zwei allegorischen Standfiguren sowie
- für Otto Wilhelm Gottlob aus dem Winkel († 1757) mit antikisierender Kriegerfigur.